# Ciclo do mercúrio
O ciclo do mercúrio se remete às transformações que o metal mercúrio pode sofrer no meio ambiente, tais como a formação de metil mercúrio, nocivo para os organismos vivos e forma bioacumulativa do metal nos mesmo. É um metal que encontra-se líquido à temperatura ambiente, usado tanto na indústria, através de diversos produtos, como também no garimpo, por exemplo.

## Parte Histórica do Mercúrio
O elemento químico mercúrio é simbolizado por Hg, uma redução da palavra grega Hydrargyrus, em latim, representa prata líquida, haja vista que o mercúrio era conhecido dessa forma na antiguidade. Contudo, o nome “mercúrio” é uma herança dos egípcios que, conhecendo sete astros (Sol, Lua, Vênus, Marte, Saturno, Júpiter e Mercúrio), promoveu a associação com os sete metais conhecidos até então: ouro, prata, cobre, ferro, chumbo, estanho e mercúrio, respectivamente. As associações não eram por acaso: Mercúrio, por aparentemente mover-se mais rapidamente que os demais planetas, representaria adequadamente o volátil metal, além de apresentar-se na forma líquida sob temperatura ambiente.

## Como o mercúrio é formado e sua bioacumulação
Na formação do metal mercúrio a distribuição das diversas espécies que entram no sistema aquático é orientada por processos físicos, químicos e biológicos, os quais ocorrem na relação ar/água e água/sedimento. A conversão entre estas diferentes formas é a base do complexo padrão de distribuição do mercúrio em ciclos locais e globais e de seu enriquecimento biológico. Independentemente dos processos que regulam estes ciclos, o mercúrio que aporta nos diferentes compartimentos ambientais pode apresentar-se como inorgânico e/ou orgânico.
Assim, a metilação do mercúrio no meio aquático é possível devido, entre outras, as bactérias sulfato-redutoras. A metilação pode ser separada em duas vias, a biótica e a abiótica. Quando a essa primeira, é mediada por microorganismos ou fungos e está relacionado com a metilcobalamina, conhecida como vitamina B12, que é uma coenzima capaz de transferir o grupo metila para o íon Hg2+. Várias bactérias costumeiramente presentes no ambiente aeróbico se mostram sensíveis a metilação do mercúrio, tais quais o Aerobacter aerogenes, Bacillus megaterium e Candida albicans, por exemplo.
Na forma inorgânica pode ser encontrado sob três diferentes estados de oxidação: o Hg elementar (Hg0), o qual se encontra principalmente na forma de gás, o íon mercuroso (Hg2 2+), forma pouco estável em sistemas naturais e o íon mercúrico (Hg2+). Na forma orgânica, o íon mercúrico apresenta-se ligado covalentemente a um radical orgânico, sendo o metil mercúrio (CH3Hg+) e o dimetilmercúrio ((CH3)2Hg) os mais comuns, ou ainda com ligantes orgânicos naturais. Existe um ciclo biogeoquímico genérico no qual o metil mercúrio e os compostos de Hg2+, dimetilmercúrio e Hg são interconvertidos nos sistemas atmosféricos, aquáticos e terrestres.
    Uma pequena porção do Hg0 que atinge a atmosfera é convertida em espécies solúveis em água (provavelmente Hg2+), as quais podem ser reemitidas para a atmosfera como Hg0, através da deposição em solo ou troca na interface ar/ água. O ciclo atmosférico envolve uma retenção do Hg0 na atmosfera por períodos longos; consequentemente, este composto pode ser transportado através de grandes distâncias. O sedimento do fundo dos oceanos é tido como o local onde o mercúrio é encontrado abundantemente depositando-se na forma insolúvel (HgS).
Não obstante, acredita-se que as queimadas liberem uma porção significativa de mercúrio por volatilização ou sulfato, podendo estimular os processos de metilação. Dessa forma, a metilação do mercúrio pode ocorrer tanto em solos quanto sedimentos, de forma aeróbica e anaeróbica¹. No entanto, ele pode encontrar-se também associado ao enxofre, que forma um minério cinabre (HgS), do qual pode ser aquecido e condensado, logo após, para conseguir o mercúrio metálico. É encontrados também em erupções vulcânicas, evaporação natural e minas de mercúrio, usado em diversas coisas, como citado anteriormente. 
No entanto, devido à bioacumulação de metilmercúrio, a metilação prevalece sobre a desmetilação em ambientes aquáticos, já que a reação pode ser reversível. Uma vez formado, o metilmercúrio entra na cadeia alimentar através da rápida difusão e forte ligação com as proteínas dos seres vivos em meio aquático, promovendo a sua concentração máxima em tecidos de peixes do topo da cadeia alimentar aquática devido à biomagnificação.
Assim, a eutrofização produz mudanças na qualidade da água, incluindo a redução de oxigênio dissolvido e da biodiversidade aquática e, consequentemente, a perda da qualidade da biodiversidade, pois pode gerar a morte dos peixes. Dessa forma, foi possível perceber a grande quantidade de mercúrio em peixes predadores, já que estão no topo da cadeia alimentar nas águas, principalmente em áreas de afluentes do Rio Amazonas. Todavia, é possível analisar os seus aspectos bioacumulativos a partir da comunicade planctônica até os peixes predadores.

## Interação do metal com organismo
A intoxicação pode ocorre por várias formas, as quais incluem a inalação, a digestivas e a cutânea. Nos pulmões, sua retenção varia de 74% a 76% a concentração ambiental de 100 MG/m3. Quando o metal chega aos pulmões, ele é carregado pelo sangue e distribui-se para o resto do corpo, podendo se acumular nos rins, no sistema nervoso central, no fígado, na medula óssea, na placenta entre outros órgãos. O ponto de referência de contaminação se baseia pela exposição através do metil mercúrio, uma forma orgânica desse metal. A absorção através dos alimentos é cerca de 15%, já na forma de metil mercúrio é de ordem dos 90%. As duas formas de mercúrio, inorgânico e orgânico, ligam se rapidamente a glutationa, presente na maioria das células do corpo.
O mercúrio em sua forma inorgânica não é captado pelo organismo, mas sim eliminado pelas fezes, já o orgânico é eliminado pela saliva, rins e pele através da sudorese. O metil mercúrio é eliminado pelas fezes e também pode ser eliminado pelas células epiteliais através das esfoliações. A relação do mercúrio com as ligações covalentes aos grupos tiol, das enzimas celulares nos lisossomos e nas mitocôndrias é um dos fatores que contribuem para saber o nível de toxidade, devido ao fato de que o metal interrompe o metabolismo e as funções celulares.
Contudo, não se tem um alvo exato para a preferência de interação, porque os grupos tiol existem nas proteínas que tem membranas extracelulares e intracelulares, podendo se relacionar tanto na função quanto na estrutura. Como consequência da toxidade pode se enumerar vários mecanismos, tais como: inativação de enzimas, de proteínas estruturais, de processo de transporte e até mesmo alteração na permeabilidade da membrana celular. Além disso, vale ressaltar que, apesar de baixa afinidade, ele pode se ligar aos grupos carboxilo, amida, amina e fosforilo das enzimas. Existem alguns estudos que relacionam a toxidade com o aumento da permeabilidade da barreira hematocefálica, inibição da proliferação e da formação de microtúbulos, interrupção da síntese de proteínas, dentre outros.
Um dos efeitos do mercúrio no organismo se relaciona ao stress oxidativo, devido à perda dos níveis de glutationa, superóxido dismutase, catalase e glutationa peroxidase, conferindo, dessa forma, uma menor proteção das células. Além disso, o mercúrio pode induzir a peroxidarão dos lipídios, distúrbio das mitocôndrias e modificação no grupo heme.Ademais, o cloreto de mercúrio pode causar a despolarização da membrana interna da mitocôndria, aumentado à formação de água oxigenada. Outo fator referente ao aumento do stress oxidativo se relaciona a alteração da homeostasia mitocondrial do cálcio, influenciado pelo cloreto de mercúrio nas células dos rins.
Consequentemente ocorrem mudanças bioquímicas, como por exemplo, excreção de porfirinas na urina. Uma das principais causas da afinidade do metil mercúrio na mielina é sua lipossolubilidade, a qual inibe a excitabilidade dos neurônios. Além disso, o HgCl2 possui uma atividade de inibição quando se liga aos grupos sulfidrilo das proteínas de transporte de cálcio, consequentemente não ocorre à contração muscular, somado a inibição dos neurônios. Um dos principais alvos do metil mercúrio no organismo são os microtúbulos, os quais são indispensáveis na divisão e migração celular. Sendo assim, quando são afetados, bloqueiam o desenvolvimento do sistema nervoso. Além disso, o metilmercúrio inibe os receptores do GABA, que se localizam nas células de Purkinje e nos neurônios.

## Utilização no meio social
A água constitui um habitat para inúmeras espécies, sendo que muitas dessas espécies absorvem esse mercúrio. Algumas dessas espécies são consumidas pelo ser humano ocorrendo, assim, há exposição do homem por esta via, pois o mercúrio é facilmente absorvido pelo nosso organismo. A biotransformação por bactérias do mercúrio inorgânico a metil mercúrio é o processo responsável pelos elevados níveis do metal no ambiente, como explicado anteriormente.
De modo geral, pode-se dividir os poluentes que mais causam danos aos ecossistemas em dois grandes grupos. O primeiro, inclui substâncias presentes nos efluentes de grandes áreas urbanas, especialmente associadas à disposição imprópria de resíduos sólidos (lixo) e ao tratamento inadequado ou inexistente de esgoto sanitário. O segundo grupo, composto pelos poluentes de origem industrial e da mineração, inclui substâncias tóxicas, como metais, gases de efeito estufa e poluentes orgânicos, especialmente aqueles gerados pela queima de petróleo.
Ao contrário dos contaminantes do primeiro grupo, cujo efeito é geralmente local ou, no máximo, regional, esses têm o poder de afetar o ambiente em escala global. Por exemplo, a emissão de gases de efeito estufa (especialmente de dióxido de carbono e metano) e de metais (como o mercúrio e o chumbo) para a atmosfera origina-se em grande parte na geração de energia pela queima de combustíveis fósseis. Embora os efeitos desses contaminantes sejam bem menos visíveis, seus impactos são muito mais difíceis de remediação. É pouco conhecida a resposta dos ecossistemas naturais à exposição crônica a esse grupo de contaminantes, vários deles, especialmente metais, não são degradáveis, acumulando-se progressivamente nos ecossistemas naturais e afetando seu funcionamento durante décadas ou mesmo séculos.
     Por exemplo, antigas áreas de mineração, embora desativadas desde o penúltimo século, como os rejeitos da corrida do ouro do oeste americano, ainda hoje afetam a biota local. No cotidiano, o mercúrio está presente em diversas formas e objetos, feitos pela indústria e ou causada por ela, tais quais a queimam combustíveis fósseis, produção eletrolítica de cloro-soda, produção de acetaldeído, incineradores de lixo, polpa de papel, tintas, pesticidas, fungicidas, lâmpadas de vapor de mercúrio, baterias, produtos odontológicos, amalgamação de mercúrio em extração de ouro, entre outros.

## Mercúrio nos garimpos
A poluição causada pelo Mercúrio é um problema de âmbito mundial relacionado com a prática inadequada dos garimpos, acarretando a intensos impactos ambientais e a saúde dos trabalhadores expostos a esse metal. Os garimpeiros utilizam o mercúrio para coletar concentrados na forma de um amálgama e recuperam o ouro metálico queimando-o, volatilizando o mercúrio, o qual é levado pelo vento e logo se precipita. A falta de conhecimento técnico-operacional desse processo e a ausência da cultura para reciclagem do mercúrio aliadas ao custo relativamente baixo do metal líquido, faz com que grandes quantidades de mercúrio sejam lançadas no solo, água e ar.
O garimpo, pode ainda lesionar morfologicamente a forma original do solo, a eliminação da vegetação e assoreamento dos cursos d’água, gerando rejeitos contendo mercúrio metálico. O mau uso do solo também podem aumentar os níveis de metilação do mercúrio (explicados anteriormente ou posteriormente – depende do restante). A erosão pode transportar o metal para o lençol freático o contaminando. Fatores, como o pH, condutividade elétrica, disponibilidade de oxigênio, temperatura, atividades biológicas e concentrações de nutrientes, entre outros são importantes nos processos de organificação do mercúrio e outros metais pesados no solo e na água.
Um dos métodos muito utilizados e perigosos na extração de ouro são as dragagens. Esse processo se dá por meio de bombas de 5 a 12 polegadas de diâmetro, sugando cascalho a uma profundidade de até 30m. Este procedimento pode ser feito por lanças, que são tubulações com sistema de cabeças cortantes que permitem penetrar nas crostas duras do fundo de rios ou por mergulhadores.
Os trabalhadores submarinos como são popularmente denominados ficam mais de 4 horas submersos segurando sugadores de polpa de cascalho. Devido à baixa visibilidade, os acidentes fatais causados por desmoronamento de encostas submarinas são frequentes. Também frequentes são os cortes de fornecimento de ar aos mergulhadores pelos adversários, que buscam os pontos de maior concentração de ouro nos rios.
Outro fator de muita relevância nesse processo de extração de ouro, são as consequências ambientais que os métodos utilizados como as dragagens, e seus altos índices de contaminação por mercúrio, afetam ambientalmente o curso dos rios, e consequentemente os organismos das pessoas que trabalham diretamente com esse método e indiretamente as pessoas que vivem ao redor dos rios, e acabam por se contaminar com: a água, solo, plantações e peixes contaminados e consumidos pela população. E demais consequências descritas anteriormente neste trabalho.